# تاج القديس إدوارد
تاج القديس إدوارد هو القطعة الرئيسية من بين الأحجار الكريمة الخاصة بتاج المملكة المتحدة. وقد نال تسميته على اسم القديس إدوارد المعترف، واستخدمت نسخ منه بشكل تقليدي لتتويج الملوك البريطانيين والإنجليز خلال احتفالات تتويجهم منذ القرن الثالث عشر.
كان التاج الأصلي من الذخيرة المقدسة المحفوظة في دير ويستمنستر، مكان دفن إدوارد، إلى أن بيعت شارات الملك أو أذيبت حين ألغى البرلمان الملكية في عام 1649 خلال الحرب الأهلية الإنجليزية.
صُنعت النسخة الحالية من تاج القديس إدوارد من أجل الملك تشارلز الثاني في عام 1661. وهو مصنوع من الذهب الخالص، ويبلغ طوله 30 سم (12 بوصة) ويبلغ وزنه 2.23 كغ (4.9 رطلًا) وهو مزخرف ب444 حجرًا كريمًا وشبه كريم. يشبه التاج الحالي بمظهره الكلي ووزنه التاج الأصلي، في حين أن أقواسه صممت على الطراز الباروكي.
بعد عام 1689، لم يستخدم التاج لتتويج أي ملك لفترة تزيد عن 200 عام. وفي عام 1911، أحيى جورج الخامس ملك المملكة المتحدة هذا التقليد، وتوج جميع الملوك اللاحقون (باستثناء إدوارد الثامن، الذي لم يتوج أساسًا) باستخدام تاج القديس إدوارد. توجد صورة هذا التاج على شعارات المملكة المتحدة وأوسمتها وشارات شرفية أخرى في عالم الكومنولث لترمز إلى السلطة الملكية للملك تشارلز الثالث.
حين لا يكون قيد الاستخدام، يعرض تاج القديس إدوارد للعامة في بيت المجوهرات في برج لندن.

## الوصف
تاج القديس إدوارد مصنوع من الذهب عيار 22 قيراط، بمحيط دائري يبلغ 66 سم (26 بوصة)، ويبلغ طوله 30 سم (12 بوصة) ويبلغ وزنه 2.23 كجم (4.9 رطل). ويحتوي على أربعة أزهار زنبق وأربعة صلبان باتيه تدعم قوسين منخفضين يعلوهما كرة كونية وصليب باتيه، وترمز الأقواس والكرة الكونية إلى تاج إمبراطوري. الغطاء المخملي الأرجواني للتاج مزين بفرو القاقم. وهو مرصع بـ 444 من الأحجار الكريمة وشبه الكريمة، بما في ذلك 345 حجر من الأكوامارين، و37 حجر توباز أبيض و27 حجر تورمالين و12 حجر ياقوت و7 أحجار جمشت و6 أحجار ياقوت أزرق وحجري يرغن وحجر جارنيت وحجر لعل وحجر بهرمان.
يقدر السعر الإجمالي لجميع قطع الذهب والأحجار الكريمة المستخدمة في تاج القديس إدوارد بأكثر من 3.6 مليون باوند (أكثر من 4 ملايين دولار\يورو)، غير أن التاج نفسه لا يمكن أن يقدر بثمن فعلي نظرًا إلى قيمته التاريخية والرمزية.

## استخدامه
على الرغم من أنه يعتبر التاج الرسمي لتتويج الملوك، لم يتوج سوى ستة ملوك بتاج القديس إدوارد منذ استرداد الملكية: تشارلز الثاني (1661) وجيمس الثاني (1685) وويليام الثالث (1689) وجورج الخامس (1911) وجورج السادس (1937) والملكة إليزابيث الثانية (1953) وتشارلز الثالث (2023). وتوجت ماري الثانية وآن بتيجان صغيرة خاصة بهن من الألماس، في حين توج جورج الأول وجورج الثاني وجورج الثالث ووليام الرابع بتاج الدولة الخاص بجورج الأول، وتوج جورج الرابع بتاج جديد كبير من الألماس صنع خصيصًا لهذه المناسبة، واختارت الملكة فيكتوريا وإدوارد السابع عدم استخدام تاج القديس إدوارد نظرًا إلى وزنه واستخدموا بدلًا منه نسخة عام 1838 من تاج الدولة الإمبراطورية الأخف وزنًا. عند عدم استخدامه لتتويج الملك، كان تاج القديس إدوارد يوضع على المذبح أثناء التتويج، إلا أنه لم يظهر على الإطلاق خلال تتويج الملكة فيكتوريا.

### في الدرعيات
يستخدم تاج القديس إدوارد على نطاق واسع على أنه رمز درعي للمملكة المتحدة دُغم على العديد من الشعارات والشارات. وبالنظر إلى أن المملكة المتحدة دولة ملكية دستورية ذات حكومة مسؤولة، يمكن أن يرمز التاج أيضًا إلى «سيادة (أو سلطة) الملك». ويمكن إيجاده على، من بين أمور أخرى، الشيفرة الملكية وشعار المملكة المتحدة والشارات الملكية لإنجلترا وشارات قوات الشرطة في إنجلترا وويلز وخفر سواحل صاحبة الجلالة والجيش البريطاني ومشاة البحرية الملكية وسلاح الجو الملكي وقسم الإيرادات والجمارك. وهو يشكل أيضًا شعار البريد الملكي والخدمة البريدية في المملكة المتحدة. (في اسكتلندا، قد يظهر تاج اسكتلندا مكان تاج القديس إدوارد).

## التاريخ

### الأصل
ارتدى إدوارد المعترف تاجه في عيد الفصح وفي يوم وايتسن وعيد الميلاد. في عام 1161، أصبح إدوارد قديسًا وأصبحت الأشياء المرتبطة بعهده ذخيرة مقدسة. زعم الرهبان في مكان دفنه في دير ويستمنستر أن إدوارد طلب منهم الاعتناء بشعاراته إلى الأبد لتتويج جميع الملوك الإنجليز في المستقبل. على الرغم من أنه من المحتمل أن يكون هذا الادعاء ترويجًا ذاتيًا من جانب الدير، وأنه من المحتمل أن بعض الرموز قد أخذت من قبر إدوارد حين أعيد دفنه هناك، بات هذا الادعاء مقبولًا كحقيقة، مما أتاح إنشاء أول مجموعة معروفة من شعارات التتويج الوراثي في أوروبا. تتحدث السجلات عن أن التاج الأول الذي أشير إليه باسم تاج القديس إدوارد كان التاج الذي استخدم لتتويج هنري الثالث في عام 1220، ويبدو أنه نفس التاج الذي ارتداه إدوارد.

### ذخيرة مقدسة
يشير وصف قديم للتاج إلى أنه «تاج الملك ألفريد المصنوع من الأسلاك الذهبية المرصعة بأحجار خفيفة وجرسين صغيرين»، ويبلغ وزنه 79.5 أونصة (2.25 كغ) ويبلغ إجمالي قيمته 248 مليون جنيهًا إسترلينيًا. كان يطلق عليه في بعض الأحيان تاج الملك ألفريد نظرًا إلى وجود نقش على غطاء صندوقه ينص، بعد ترجمته عن اللاتينية، على: «هذا هو التاج الرئيسي للإثنين، الذي توج به الملكان ألفريد وإدوارد وآخرون». إلا أنه ليس ثمة دليل يدعم الاعتقاد بأنه يعود إلى زمن ألفريد، وفي ترتيب التتويج، كان يشار إليه دائمًا باسم تاج القديس إدوارد.
نادرًا ما خرج تاج القديس إدوارد من دير ويستمنستر، ولكن حين أُرغم ريتشارد الثاني على التنازل عن العرش في عام 1399، أُحضر التاج إلى برج لندن حيث سلمه ريتشارد الثاني بشكل رمزي إلى هنري الرابع قائلًا «أقدم لكم وأعطيكم هذا التاج الذي توجت به ملكًا على إنجلترا وكل الحقوق التابعة له».
استخدم التاج في عام 1533 لتتويج الزوجة الثانية لهنري الثامن، آن بولين، وهو أمر كان غير مسبوق بالنسبة لعقيلة ملك. في فترة تيودور، وضعت ثلاثة تيجان على رؤوس الملوك خلال التتويج: تاج القديس إدوارد وتاج الدولة و«تاج غني» مصنوع خصيصًا للملك أو الملكة. بعد الإصلاح الإنجليزي، استنكرت كنيسة إنجلترا الجديدة تبجيل آثار القرون الوسطى، وابتداءً من تتويج إدوارد السادس في عام 1547، لم يعد لتاج القديس إدوارد أهمية كبيرة بصفته ذخيرة مقدسة خلال الحفل. خلال الحرب الأهلية الإنجليزية، باع البرلمان تاج القديس إدوارد العائد إلى العصور الوسطى، الذي اعتبره أوليفر كرومويل رمزًا لـ «حكم الملوك البغيض».

### استرداد الملكية
استردت الملكية في عام 1660 واستعدادا لتتويج تشارلز الثاني، الذي كان يعيش في المنفى في الخارج، قدم الصائغ الملكي، السير روبرت فينر، نسخة جديدة من تاج القديس إدوارد صُمم ليشبه تاج العصور الوسطى إلى حد كبير، بقاعدة ذهبية ثقيلة ومجموعات من الأحجار شبه الكريمة، غير أن الأقواس كانت على الطراز الباروكي بالتأكيد.
في أواخر القرن العشرين، كان من المفترض أن يحتوي التاج على ذهب من تاج القديس إدوارد الأصلي، إذ كانا متطابقين تقريبًا من ناحية الوزن، ولم يصدر أي بيان حساب للمواد في عام 1661. عرض التاج خلال عرض جثمان أوليفر كرومويل، اللورد الحامي لإنجلترا منذ عام 1653 حتى عام 1658. بناءًا على قوة هذا الدليل، خلص الكاتب والمؤرخ مارتن هولمز، في ورقة عام 1959 لمجلة آركيولوجيا، إلى أنه خلال فترة خلو العرش البريطاني حُفظ تاج القديس إدوارد من قِدر الصهر، وأن ذهبه استخدم لصنع تاج جديد خلال فترة استرداد الملكية.
نالت نظريته قبول الرأي العام، وكررت العديد من الكتب، بما في ذلك الكتيبات الإرشادية الرسمية لجواهر التاج في برج لندن، ادعاءه على أنه حقيقة. في عام 2008، وجد بحث جديد أن تاج التتويج وصولجانه كانا قد صُنعا في عام 1660 تحسبًا لتتويج مبكر، والذي أُجل عدة مرات. وجُهزت شعاراته الأخرى في عام 1661 بعد زيادة البرلمان للميزانية كتعبير عن تقديره للملك. من المحتمل أن يكون التاج الذي عُرض خلال عرض جثمان كرومويل مصنوعًا من معدن أساسي مذهّب كالقصدير أو النحاس، كما كان معتادًا في إنجلترا في القرن السابع عشر، على سبيل المثال، كانت تكلفة التاج المعروض في جنازة جيمس السادس والأول 5 جنيهات إسترلينية فقط وزين بجواهر مزيفة.
في عام 1671 سرق توماس بلد التاج لفترة وجيزة من برج لندن بعد أن سطحه بمطرقة في محاولة لإخفائه.